# Křižíkova (stanice metra)
Křižíkova (zkratka KR) je stanice metra v Praze na trase B. Vestibul stanice se nachází v Thámově ulici v Karlíně. Stanice byla v roce 2002 vytopena povodní na Vltavě. Křižíkovu zprovoznil Dopravní podnik hlavního města Prahy v roce 1990. Původní navrhovaný název stanice byl Karlín. Uvažovalo se i o variantě Karlínské náměstí.

## Charakter stanice

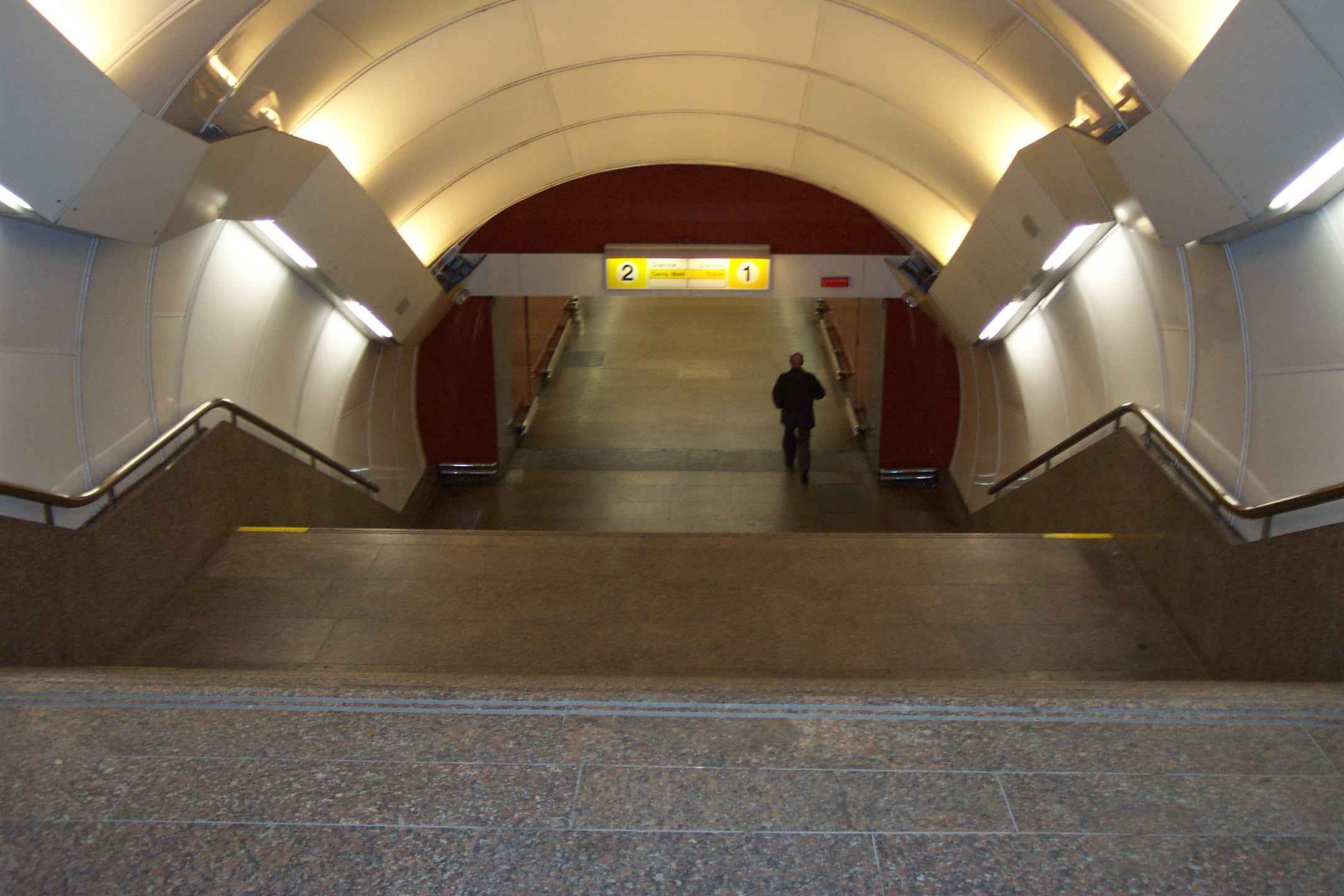
Vstup do střední lodi

Stanice je podzemní ražená trojlodní se zkrácenou střední lodí, se sedmi páry prostupů mezi střední lodí a nástupišti; celková délka stanice i s technologickým tunelem činí 212 metrů.
Celá stanice je dlouhá 111 metrů a nachází se 34,8 m hluboko pod povrchem Křižíkovy ulice. Vzdálenost mezi kolejemi – sířka nástupiště činí 18,06 metrů. Stanice je obložena červenohnědým sklem Connex a má jen jeden výstup (vede eskalátorovým tunelem s 37 m dlouhými eskalátory kolmo k ose stanice) a jeden povrchový vestibul. Její výstavba, probíhající v letech 1986–1990, stála 353 milionů Kčs.
Stanice je konstruoována jen s Distribuční transformovnou a rozvodnou VN a NN. Bez měnírny el. proudu.

## Přístup
Do stanice se vstupuje vestibulem umístěným v Thámově ulici, nedaleko od křižovatky s ulicí Sokolovská. V okolí vestibulu je pěší zóna. Z vestibulu vedou tři eskalátory, na něž v kolmé poloze navazuje pevné schodiště. Stanice není bezbariérová.